# 소윤하
소윤하(본명:소재열, 1944년 ~ )는 한배달 민족정기선양위원회 회장이자 전 용화교 신도였다.

## 용화교 신도 시절
1966년 3월 27일 새벽 2시 20분경에 그는 교주 서백일을 칼로 찔러 살해했다. 그는 교주 서백일이 불교와 유사한 교리를 내세워서 신도를 위협하고 공갈하여 금품을 갈취하고 여신도 강간을 일삼았기에 더는 묵과할 수 없어 처단하였다고 하였다. 교주 서백일을 살해한 그는 경찰에 즉시 자수하였고 양심에 가책을 느끼지만 후회하지는 않는다고 최후 변론하였다. 그는 용화교 신도였다가 교주 서백일을 살해한 시점에서 5년 전(1961년)에 조계종으로 개종하한 후 교주 서백일의 범행을 주시하여 왔다.

## 현 한배달 민족정기선양위원장
1985년부터 그는 '일제 쇠말뚝 뽑기 운동'을 펼쳐왔다. 그 중 상당수는 경기도 과천시에 위치한 그의 자택 반지하의 좁은 집에 보관했다.
그러나 세종시에서 뽑아낸 쇠말뚝은 제62보병사단이 주둔할 때 설치한 훈련용 쇠말뚝이었다.